# Simon de Beauchamp (Adliger, † um 1136)
Simon de Beauchamp (auch Simon I de Beauchamp) († 1136 oder 1137) war ein anglonormannischer Adliger und Höfling.
Simon de Beauchamp entstammte der Familie Beauchamp aus Bedfordshire. Er war wahrscheinlich der älteste Sohn von Hugh de Beauchamp und von dessen Frau Matilda. Nach dem Tod seines Vaters nach 1118 erbte er die Honour of Eaton. Er gilt als Förderer von St Albans Abbey. Nach dem Tod von König Heinrich I. unterstützte er die Thronfolge von Stephan, dem er im März oder April 1136 als Royal Steward diente. In dieser Funktion bezeugte er die Anerkennung der Charter of Liberties durch den König. Er starb jedoch spätestens 1137. Nach seinem Tod erbte seine Tochter, deren Name nicht überliefert ist, die Honour von Bedford und Bedford Castle. Diese wurde um Weihnachten 1137 mit Hugh Poer verheiratet, der von König Stephan zum Earl of Bedford erhoben wurde. Durch diese Erbfolge fühlten sich Miles und Payn, die Söhne von Simons Bruder Robert übergangen und um ihr Erbe gebracht.